# Couvent des Ursulines de Poligny
Pour les articles homonymes, voir Couvent des Ursulines.
Le couvent des Ursulines de Poligny est situé sur le territoire de la commune de Poligny, dans le département du Jura.

## Historique
Le couvent des Ursulines de Poligny fut fondé au début du XVIIe siècle pour dispenser une éducation aux jeunes filles de la ville. Détruit lors de l'incendie de la ville en 1673, les bâtiments furent reconstruits dès la fin du XVIIe siècle. Le couvent fut supprimé à la Révolution française.
Ensemble des façades et toitures, y compris les galeries et passages voûtés ; les deux escaliers en pierre rampe sur rampe des ailes est et ouest ; le petit escalier en pierre donnant dans le passage voûté de l'aile nord ; le sol de la cour sont protégés au titre des monuments historiques : classement par arrêté du 29 avril 1994.
L'ensemble des bâtiments fut restauré de 1994 à 1995.
En juin 2017, un incendie ravagea les appartements de tout un côté du couvent.

## Architecture des bâtiments
De cet ensemble monacal subsistent les quatre corps de bâtiment entourant la cour du cloître. Le traitement de leur élévation s'apparente au style d'architecture de l'époque : petites baies appuyées sur un cordon, arcades en plein centre reposant sur des colonnes. La niche à coquilles abritant une statue de la Vierge à l'enfant, inscrite dans l'axe de l'entrée de la cour constitue l'un des points forts du décor.

## Décor intérieur
L'intérieur des bâtiments conserve des plafonds à la française ; deux cheminées en pierre aux premier et deuxième étages dans l'aile est qui sont protégés au titre des monuments historiques :  inscription par arrêté du 20 septembre 1989, l'ensemble des façades et toitures ainsi que deux escaliers sont classés par arrêté du 29 avril 1994.